# Arne Fjellbu
Arne Fjellbu, född den 19 december 1890 i Decorah, Iowa, USA, död den 7 oktober 1962 i Trondheim, var en norsk kyrkoman och förgrundsgestalt i den norska kyrkans frihetskamp under den tyska ockupationen.

## Biografi
Fjellbu kom till Norge vid tio års ålder och blev teologie kandidat 1914. Under många år var han sekreterare i Norges Kristelige Studenterbevegelse, med avbrott för en ettårig vistelse som luthersk präst i Berlin. Efter två år som präst i Borge i Østfold blev han 1921 student- och hjälppräst i Nidarosdomen och från 1937 domprost i Nidaros (Trondheim).
Fjellbu deltog aktivt i kyrkans kamp mot den tyska ockupationen under andra världskriget, vilket medförde att han, då Vidkun Quisling i februari 1942 installerats som statsminister, blev avsatt från sitt ämbete. Från maj 1942 var han också förbjuden att vistas inom Nidaros stift.
Hösten 1944 flydde han till Sverige, men den 15 december 1944 blev han utnämnd till biskop för de befriade delarna av Norge. I november 1945 utsågs han till biskop i Nidaros och innehade detta ämbete fram till 1960. Han stod där för kristningen av Olav V den 22 juni 1958.
Av skrifter utgivna av Fjellbu blev Sjelesorg (1933, svensk översättning 1934) ett standardverk i själavårdslära.